# Смиле Войданов
Смиле Войданов с псевдоним Азем (Азев, Хазем) е български емигрантски деец и революционер, охридски войвода на Вътрешната македоно-одринска революционна организация. През 30-те години на XX век приема идеите на македонизма.

## Биография
Смиле Войданов е роден на 1 февруари 1872 година в охридското село Лактине, тогава в Османската империя. Първо учи в Охрид, а после три години и в кичевския манастир „Света Богородица Пречиста“. Остава на работа там до 1890 година. През 1892 година е български учител в родното си село, а в периода 1894 - 1897 година е ханджия в Сливово. През 1898 година е назначен за учител в селото, а Христо Узунов и Методи Патчев привличат Смиле Войданов във ВМОРО.
Войданов от 1901 година започва да агитира и да образува комитети на организацията. През юли 1902 година влиза в четата на войводата Деян Димитров, която за район има Малесията. По време на Илинденско-Преображенското въстание Смиле Войданов с четата си действа в района на Горна Дебърца. След потушаването на въстанието заедно с Христо Узунов при Смилево срещат Даме Груев и Георги Сугарев, откъдето после Смиле Войданов се насочва към България. През март 1905 година влиза с чета в Македония заедно с Александър Протогеров, Деян Димитров и Тасе Христов.
По време на Балканската война служи в Македоно-одринското опълчение, награден в със сребърен медал. След това Петър Чаулев и Смиле Войданов с общо 189 четници възстановяват революционната си дейност в Охридско сега срещу новата сръбска власт.
След Балканската война Смиле Войданов емигрира в Америка и се заселва в град Понтиак, Мичиган, където развива дребен бизнес. Влиза в Управителния комитет на вестник „Народна воля“ и сътрудничи на него, а през 1931 година става председател на ЦК на Македонски народен съюз, на който секретар е Георги Пирински. През 1933 г. в Съединените щати е създаден специален „Комитет за защита на македонските права и свободи“ с председател известния
български писател Стоян Христов. Комитетът издига лозунга за обединение на всички българи в Америка за единофронтовска борба за освобождение на Македония. Този комитет изпраща специална делегация в състав Смиле Войданов, Едуард Бел Хаскел и епископ Д. Смит, която посещава Атина и Белград. Там тя протестира срещу преследванията на българите, останали след Първата световна война в границите на Гърция и Югославия. По време на престоя си в София тримата изразяват публично недоволството си във връзка с политическите убийства на леви политически лидери. След избухването на Втората световна война се включва и в Американския славянски комитет, обединение на американците от славянски произход за защита и подпомагане на славянското население във военна Европа.
Смиле Войданов почива на 86 години в Понтиак, щата Мичиган на 4 март 1958 година.